# Talanga lucretila
Talanga lucretila là một loài bướm đêm trong họ Crambidae.